# سفين ليندبرغ (لاعب كرة قدم)
سفين ليندبرغ (بالسويدية: Sven Lindberg)‏ (31 يناير 1930 في السويد - ) هو لاعب كرة قدم سويدي في مركز حراسة المرمى. لعب مع نادي هاماربي لكرة القدم.

## وصلات خارجية
- سفين ليندبرغ على موقع قاعدة بيانات كرة القدم.إي يو (الإنجليزية)